# Chapelle Saint-Jacques-le-Mineur de Gap
La chapelle Saint-Jacques-le-Mineur est une chapelle du diocèse de Gap et d'Embrun située à Gap, dans les Hautes-Alpes.

## Historique et architecture
Elle est située dans le hameau de La Tourronde.